# Daedalellus
Daedalellus is een geslacht van rechtvleugeligen uit de familie sabelsprinkhanen (Tettigoniidae). De wetenschappelijke naam van dit geslacht is voor het eerst geldig gepubliceerd in 1940 door Uvarov.

## Soorten
Het geslacht Daedalellus omvat de volgende soorten:
- Daedalellus apterus Redtenbacher, 1891
- Daedalellus morrisi Nickle, 2001
- Daedalellus nigrofastigium Nickle, 2001
- Daedalellus pollostus Nickle, 2001
- Daedalellus porteri Bolívar, 1903
- Daedalellus synemapterus Nickle, 2001
- Daedalellus waehnerorum Günther, 1940